# Africa39
Africa39 és un projecte col·laboratiu iniciat pel Hay Festival en col·laboració amb Rainbow Book Club, celebrant a Port Harcourt, Capital mundial del llibre per la UNESCO en 2014 identificant 39 dels escriptors més prometedors menors de 40 anys amb el potencial i el talent per definir tendències en el desenvolupament de la literatura de l'Àfrica subsahariana i la diàspora. Africa39 segueix l'èxit de dues iniciatives anteriors del Hay Festival vinculades a les ciutats capital mundial del llibre, Bogotá39 (2007) i Beirut39 (2009).
Els jutges per Africa39 eren Margaret Busby, Osonye Tess Onwueme i Elechi Amadi, seleccionant entre els enviaments investigats per Binyavanga Wainaina. Els noms dels escriptors van ser anunciats a la Fira del Llibre de Londres el 8 d'abril de 2014. Una antologia titulada Africa39: New Writing from Africa South of the Sahara, mostrant obres dels 39 escriptors fou publicada per Bloomsbury l'octubre de 2014, editat per Ellah Allfrey i amb pròleg de Wole Soyinka.

## La llista
- Chimamanda Ngozi Adichie[10]
- Richard Ali A Mutu
- Monica Arac de Nyeko[11]
- Rotimi Babatunde
- Eileen Barbosa[12]
- A. Igoni Barrett
- Jackee Budesta Batanda
- Recaredo Silebo Boturu
- / Nana Brew-Hammond[13]
- Shadreck Chikoti
- Edwige Renée Dro
- / Tope Folarin[14]
- Clifton Gachagua[15]
- Stanley Gazemba
- Mehul Gohil
- Hawa Jande Golakai
- Shafinaaz Hassim
- Abubakar Adam Ibrahim
- / Stanley Onjezani Kenani
- / Dinaw Mengestu[16]
- / Nadifa Mohamed
- Nthikeng Mohlele
- Linda Musita
- Sifiso Mzobe
- Glaydah Namukasa
- Kioko Ndinda[17]
- Okwiri Oduor[18]
- Ukamaka Olisakwe
- Ondjaki
- Chibundu Onuzo
- / Nii Ayikwei Parkes
- / Taiye Selasi[19]
- / Namwali Serpell
- Lola Shoneyin
- / Novuyo Rosa Tshuma
- / Chika Unigwe
- /// Zukiswa Wanner[20]
- / Mary Watson
- Mohamed Yunus Rafiq